# Heretoir
Heretoir est un groupe de blackgaze allemand, originaire d'Augsbourg.

## Biographie
Le groupe est à l'origine en 2006 un projet solo de David « Eklatanz » C. (Agrypnie). En 2008 sort une démo Existenz qui devient l'année suivante .Existenz. EP sur le label chinois Pest Productions. Après deux participations à des compilations et un split Wiedersehen – unsere Hoffnung avec Thränenkind, Heretoir signe avec le label allemand Northern Silence Productions en avril 2010 un contrat pour quatre disques. La même année, le bassiste Matthias « Nathanael » S. collabore avec David « Eklatanz » C. puis participe à la composition à partir de 2012.
Le premier album sort le 25 avril 2011. La couverture de l'album est l'œuvre de Fursy Teyssier (Les Discrets), l'artwork du Français Metastazis, qui a collaboré avec Alcest, As I Lay Dying, Enthroned, Gorgoroth, Morbid Angel, Paradise Lost, Secrets of the Moon ou The Black Dahlia Murder. Les textes et le concept de l'album reflètent les pensées et les sentiments d'un personnage qui a perdu un être cher. En octobre 2011, le groupe donne son premier concert avec le guitariste Maximilian « M.F » et le batteur Emanuel « Belial » D. au Depression Festival à Essen. Il donne d'autres concerts et va à d'autres festivals, notamment Fimbul Festival en 2012 en compagnie d'Agalloch, Alcest, Graveworm, Negură Bunget, Sólstafir, Secrets of the Moon ou Vreid. Par ailleurs, le groupe réenregistre .Existenz. EP. Les premiers titres et des bonus paraissent le 24 août 2012 sous le nom de Substanz sur Northern Silence Productions.
Après une première tournée en mars 2013 avec Agrypnie et Der Weg einer Freiheit en Allemagne, en Autriche et en Suisse, le groupe travaille sur un deuxième album puis va à des festivals comme le Ragnarök-Festival ou Dark Bombastic Evening 5 en Roumanie. The Circle devrait paraître en mars 2017 sur Northern Silence Productions.

## Discographie

### Albums studio
- 2011 : Heretoir (Northern Silence Productions)
- 2017 : The Circle (Northern Silence Productions)

### Démos et EP
- 2008 : Existenz (démo)
- 2009 : .Existenz. (EP, Pest Productions)
- 2010 : Wiedersehen - unsere Hoffnung (split avec Thränenkind, Pest Productions)
- 2012 : Substanz (compilation, Northern Silence Productions)

### Compilations
- 2009 : The World Comes to an End in the End of a Journey (Pest Productions)
- 2009 : Depression and Hatred of 3 Years (Pest Productions)